# Министерство образования Республики Абхазия
Министерство просвещения и языковой политики Республики Абхазия (абх. Аҧсны Аҳәынҭқарра Аҵара аминистрра) — центральный орган государственного управления частично признанной Республики Абхазия, проводящим государственную политику и осуществляющим управление в области образования.
Министерство просвещения обеспечивает необходимые условия для реализации конституционного права граждан Республики Абхазия на получение образования и удовлетворения потребностей государства и общества в работниках квалифицированного труда. Реализует государственную кадровую политику в области образования и научно-методической деятельности в системе образования, разрабатывает и утверждает требования к методике и содержанию образования.
28 октября 2019 года Министерство образования и науки Республики Абхазия было переименовано в Министерство просвещения Республики Абхазия. Министром просвещения Абхазии был назначен Адгур Какоба.

## Руководство
| № | ФИО                          | Дата назначения | Дата освобождения |
| - | ---------------------------- | --------------- | ----------------- |
| 1 | Дбар Беслан Андреевич        | 1995            | 2002              |
| 2 | Вардания Индира Владимировна | 10 марта 2005   | 20 октября 2011   |
| 3 | Начкебиа Даур Капитонович    | 20 октября 2011 | 15 октября 2014   |
| 4 | Какоба Адгур Паатович        | 15 октября 2014 | 19 июня 2020      |
| 5 | Габлия Инал Соломонович      | 19 июня 2020    | 18 апреля 2025    |
| 6 | Гунба Хана Владимировна      | 18 апреля 2025  |                   |